# Песчанка (приток Омутной)
Песчанка — река в России, протекает в Омутнинском районе Кировской области. Устье реки находится в 19 км по правому берегу реки Омутная. Длина реки составляет 18 км.
Исток реки в 3 км к северо-западу от посёлка Струговский (Шахровское сельское поселение) и в 17 км к юго-западу от города Омутнинск. Приток — Ольховка (правый). Течёт на север, впадает в залив водохранилища Омутнинский пруд на реке Омутная близ юго-западных окраин города Омутнинск.

## Данные водного реестра
По данным государственного водного реестра России относится к Камскому бассейновому округу, водохозяйственный участок реки — Вятка от истока до города Киров, без реки Чепца, речной подбассейн реки — Вятка. Речной бассейн реки — Кама.
По данным геоинформационной системы водохозяйственного районирования территории РФ, подготовленной Федеральным агентством водных ресурсов:
- Код водного объекта в государственном водном реестре — 10010300212111100029874
- Код по гидрологической изученности (ГИ) — 111102987
- Код бассейна — 10.01.03.002
- Номер тома по ГИ — 11
- Выпуск по ГИ — 1